# Тангчин зянг
Тангчин зянг (калм. Таңгчин зäңг, Тангчин зянггә, Taŋhçin zәŋ, Областные известия) — общественно-политическая газета, выходившая в Калмыцкой автономной области с 1928 по 1936 год. Газета «Танчинг зянг» впервые в истории калмыцкой периодической печати стала выходить полностью на калмыцком языке.

## История
Первый номер газеты «Красная степь» вышел 4 февраля 1928 года. Газета была органом обкома ВКП(б) Калмыцкой автономной области. До этого времени в газете «Красная степь» издавалось приложение «Тангчин зянг». В 1930 году «Красная степь» была реорганизована в качестве приложения к «Танчинг зянг». Первоначально газета издавалась в Астрахани. В 1928 году редакция «Тангчин зянг» переехала в Элисту, куда из Астрахани были переведены все государственные учреждения Калмыцкой автономной области. Для увеличения тиража газеты в Элисте была организована типография под названием «Элистинская типография».
В газете печатались калмыцкие писатели и поэты. В редакции «Тангчин зянг» работали Нимгир Манджиев, Бадма Майоров, Араши Чапчаев, Алексей Маслов и Дорджи Педеров. При редакции собирался литературный кружок, ставший основой будущей Калмыцкой ассоциации пролетарских писателей. В 1929 году газета имела около 600 общественных корреспондентов.
Основными разделами газеты были «Животноводство», «Почтовый ящик», «Уголок селькора» и «Партийная жизнь».
В 1929 году газета выходила тиражом 1500 экземпляров. В 1930 году она стала выходить тиражом в 2.500 экземпляров. В 1931 году тираж газеты возрос до 3.900 экземпляров.
В различное время газета публиковалась в разной калмыцкой орфографии. С самого начала она выходила в старой кириллической орфографии под названием «Таңгчин зäңг», потом — «Тангчин зянггә». Некоторое время она выходила на латинице под названием «Taŋhçin zәŋ».
В 1936 году газета «Тангчин зянг» прекратила издаваться.